# Якель, Вилли
Вилли Якель (нем. Willy Jaeckel, 10 февраля 1888, Бреслау — 30 января 1944, Берлин) — немецкий художник и график, один из крупных представителей экспрессионизма в живописи.

## Жизнь и творчество
С 1906 по 1908 год Вилли Якель был студентом художественной школы в Бреслау. С 1908 года учился в Дрезденской академии у Отто Гусмана. В 1913 году переехал в Берлин, где в 1915 году стал членом Берлинского сецессиона, а в 1919 году — членом Прусской академии искусств. С 1925 года преподавал в Высшей школе художественного воспитания.
Будучи известным художником-экспрессионистом, В.Якель стал одним из первых мастеров, создававших произведения в этом стиле на религиозную тематику. Работы его выразительны и декоративны по исполнению. Первая значительная картина Якеля — «Борьба», изображающая на крупноформатном полотне обнажённых мускулистых борющихся мужчин, была написана в 1912 году. В 1928 году художник получил премию Георга Шлихта («Georg-Schlicht-Preis») за «лучший немецкий женский портрет». Лучшая фресковая работа Якеля, настенная картина в четырёх частях, созданная им в 1916—1917 годах для Бальзенской кондитерской фабрики в Ганновере, была уничтожена в 1944 году в результате бомбардировок. В 1939 году художник создал полотно «Пахарь вечером», соответствовавшее национал-социалистской теории «Крови и почвы». Писал также пейзажи, портреты, натюрморты, обнажённую натуру.
Художник погиб в своей квартире на Курфюрстендамм во время бомбардировки Берлина в январе 1944 года. Его работы хранятся как в музеях Германии, так и в частных коллекциях.